# Оспиталетто
Оспиталетто (итал. Ospitaletto) — коммуна в Италии, в провинции Брешиа области Ломбардия.
Население составляет 12 268 человек (на 2004 г.), плотность населения составляет 1550 чел./км². Занимает площадь 8 км². Почтовый индекс — 25035. Телефонный код — 030.
Покровителем коммуны почитается святой апостол Иаков Старший, празднование 25 июля.